# Běr
Běr je čtvrté a poslední studiové album české rockové skupiny Pražský výběr. Vydáno bylo v roce 1997 ve vydavatelství Bonton.

## Seznam skladeb
| Pořadí         | Název                           | Hudba          | Text                                | Délka |
| -------------- | ------------------------------- | -------------- | ----------------------------------- | ----- |
| 1.             | Tož vem to ďas                  | Kocáb          | Kocáb                               | 4:01  |
| 2.             | Joker                           | Pavlíček       | Pavlíček, Třešňák                   | 4:09  |
| 3.             | Tajtrló                         | Kocáb          | Kocáb, Třešňák                      | 3:52  |
| 4.             | Mobilizace – debilizace         | Pavlíček       | Kocáb, Pavlíček, Třešňák            | 5:07  |
| 5.             | Magdalena                       | Kocáb          | Kocáb                               | 4:00  |
| 6.             | Venda s Vandou                  | Pavlíček       | Pavlíček, Třešňák                   | 4:58  |
| 7.             | Melem, nemelem, všechno semelem | Kocáb          | Marsha Kocábová, Kocáb              | 3:53  |
| 8.             | Ach jó, jak já jsem línej       | Pavlíček       | Kocáb, Pavlíček                     | 4:13  |
| 9.             | Nekonečnej mejdan               | Pavlíček       | Kocáb                               | 4:20  |
| 10.            | Aeroplán                        | Kocáb          | Kocáb, Třešňák                      | 4:34  |
| 11.            | Ženatej                         | Kocáb          | Čok, Kocáb, Josef Novotný, Pavlíček | 3:31  |
| 12.            | Stín                            | Pavlíček       | Pavlíček, Třešňák                   | 6:37  |
| Celková délka: | Celková délka:                  | Celková délka: | Celková délka:                      | 53:15 |

## Obsazení
- Pražský výběr
  - Michael Kocáb – zpěv, vokály, klávesy
  - Michal Pavlíček – kytary, klávesy, zpěv, vokály
  - Vilém Čok – zpěv, vokály, baskytara (5, 6, 9, 12)
  - Klaudius Kryšpín – bicí
- Hosté
  - Marta – baskytara (1, 2, 4, 7, 8, 10, 11)
  - Milan Cimfe – baskytara (3)